# Ekonomia konstytucyjna
Ekonomia konstytucyjna – dyscyplina naukowa z pogranicza ekonomii i nauk politycznych, zajmująca się analizą ograniczeń wyborów dokonywanych przez podmioty gospodarcze, wypływających z przyjętego ładu społeczno-gospodarczego.

## Geneza i przedmiot badań
Ekonomia konstytucyjna wyłoniła się z teorii wyboru publicznego. Za dzieło, które dało początek tej teorii uważa się The Calculus of Consent (Rachunek zgody) Jamesa M. Buchanana i Gordona Tullocka. Buchanan definiuje ekonomię konstytucyjną jako "próbę wyjaśnienia właściwości działania prawno-instytucjonalno-konstytucyjnych zasad, stanowiących ograniczenia dla wyborów i działań aktorów ekonomicznych i politycznych oraz określających ramy, w których zwykłe wybory aktorów ekonomicznych i politycznych się dokonują". Korzystając z teorii racjonalnego wyboru ekonomia konstytucyjna bada zatem wpływ ograniczeń działalności podmiotów gospodarczych na gospodarkę. Same ograniczenia zazwyczaj wiążą się z wyborem typu trade-off – coś za coś, zarówno istnienie ograniczeń jak i brak konstytuujących je zasad generują pewne koszty gospodarcze. Samą konstytucję Buchanan definiuje jako "zestaw zasad, które ograniczają aktywność osób i jednostek w dążeniu do osiągnięcia własnych kresów i celów". Oczywiście w ten sposób zdefiniowana konstytucja obejmuje cały system prawa oraz ograniczeń nałożonych przez podmiot na samego siebie lub powstałych poprzez zawarcie umów, a nie tylko konstytucję jako najwyższy rangą akt prawny. W ekonomii konstytucyjnej wyróżnia się najczęściej nurt normatywny i pozytywny.

## Nurt normatywny
Nurt normatywny zajmuje się legitymizacją władzy państwowej, jej instrumentów i przedstawicieli. Próbuje znaleźć rozwiązanie następujących problemów:
- sposób ustalania przez społeczeństwo zasad konstytucyjnych spełniających kryterium sprawiedliwości lub efektywności,
- treść tych zasad,
- zbiór zagadnień będących przedmiotem regulacji za pomocą konstytucji,
- cechy zasad konstytucyjnych,
- podział działań pomiędzy odpowiednie szczeble władzy publicznej.

## Nurt pozytywny
Nurt pozytywny zajmuje się badaniem powstawania i modyfikacji zasad konstytucyjnych, ich porównywaniem oraz badaniem skutków ich istnienia. W przeciwieństwie do nurtu normatywnego nie stara się rozwiązywać problemów, ale znaleźć odpowiedzi na pytania dotyczące przyczyn istniejącego stanu rzeczy:
- W jaki sposób i dlaczego powstają zasady konstytucyjne?
- Dlaczego są zmieniane?
- Dlaczego w różnych państwach istnieją różne systemy zasad?
- Jakie efekty może przynieść wprowadzenie alternatywnych rozwiązań, również w kontekście ekonomicznym?

## Wnioski dla polityki gospodarczej
Ekonomia konstytucyjna stwarza narzędzia dla polityki gospodarczej do stworzenia (nurt normatywny) odpowiedniego systemu zasad lub analizy istniejącego systemu (nurt pozytywny). Może pomóc określić optymalny poziom i zakres ingerencji państwa w gospodarkę oraz ocenić koszty istniejących lub alternatywnych rozwiązań jak i korzyści z nich płynące.